# Чалатенанго
Чалатенанго (ісп. Chalatenango) — місто в Сальвадорі, адміністративний центр однойменного департаменту.

## Історія
Місто було засновано 1550 року індіанцями. 1831 року Чалатенанго набув статусу міста.

## Економіка
Жителі міста зайняті у галузі сільського господарства, багато продуктів ідуть на експорт до сусіднього Гондурасу.

## Демографія
Динаміка чисельності населення міста за роками:
| 1992   | 2000   | 2012   |
| ------ | ------ | ------ |
| 15 306 | 17 800 | 21 104 |

## Відомі особистості
В поселенні народився:
- Роберто Арміхо (1937—1997) — сальвадорський поет.